# 老兵 (2014年电视剧)
《老兵》，中国大陆传记题材电视剧，总导演赵本山，主演赵本山、小沈阳、王小宝、宋小宝、毕畅、于震宇、李立群。

## 剧情
1945年中国抗日战争胜利之后，老兵张向北回到家乡，中国国民党执政的国民政府的腐败让他从此走上革命道路，其父亲张远堂因家资丰富而被当局觊觎，并且设计陷害没收财产，张向北加入中国共产党领导的中国人民解放军，最终推翻腐败没落的国民政府，建立新中国。

## 演出
| 演员   | 角色   | 备注 |
| 赵本山 | 金转云 |      |
| 小沈阳 | 严洪森 |      |
| 宋小宝 | 吴天宝 |      |
| 毕畅   | 杨欢   |      |
| 于震宇 | 张向北 |      |
| 李立群 | 杨士亮 |      |
| 刘小光 | 黄神棍 |      |
| 王小利 | 王爷   |      |
| 金玫玫 | 孟羊儿 |      |
| 陶慧敏 | 曼云   |      |
| 唐艺兮 | 张燕子 |      |

## 曲目
| 曲序 | 曲目                       | 歌手   |
| ---- | -------------------------- | ------ |
| 1.   | 《好男儿》（主题曲）       | 小沈阳 |
| 2.   | 《我的兄弟》（片尾曲）     | 汤潮   |
| 3.   | 《你是武松我是虎》（插曲） | 汤潮   |
| 4.   | 《谁让我爱上你》（插曲）   | 汤潮   |